# Valerián Albánov
Valerián Ivánovich Albánov (en ruso, Валериан Иванович Альбанов) (Vorónezh, 1881-1919) fue un navegante ruso, conocido por ser uno de los dos únicos sobrevivientes de la nefasta expedición de Gueorgui Brusílov de 1912.

## Biografía
Valerián Albánov nació en 1881 en Vorónezh y fue criado por su tío en la ciudad de Ufá. A los diecisiete años ingresó en la Escuela Naval en San Petersburgo, donde se graduó en 1904. Prestó servicios a bordo de varios buques antes de firmar como teniente a bordo del Santa Anna dirigido por Gueorgui Brusílov para una expedición destinada a atravesar el Paso del Nordeste (Una hazaña que sólo se había realizado con éxito una vez antes, por el explorador finlandés Adolf Erik Nordenskiöld).

## La expedición Brusílov (1912-14)
La expedición fue mal planeada y mal ejecutada por el capitán Brusílov, y el Santa Anna quedó atrapado en la banquisa del mar de Kara en octubre de 1912, cerca de la costa occidental de la península de Yamal. Los suministros eran abundantes, por lo que los oficiales y la tripulación se prepararon para una invernada, con la esperanza de ser liberados por el deshielo el año siguiente .
Sin embargo, durante 1913 el mar permaneció completamente helado. A principios de 1914, el buque había ido a la deriva en el hielo, abandonando el mar de Kara e internándose en el océano Ártico, en una dirección al noroeste hacia la Tierra de Francisco José y no parecía probable que fuese liberado ese año tampoco. Albánov, en la creencia de que su posición era desesperada, pidió permiso al capitán Brusílov para ser relevado de sus funciones como segundo al mando y para abandonar el barco e intentar regresar a la civilización a pie. Albánov disponía del libro del viaje de Fridtjof Nansen como toda guía y tenía la intención de llegar a Hvidtenland (Tierra de Belaya), la isla más nororiental del grupo de Tierra de Francisco José. Albánov hacía uso del mapa muy poco exacto de la ruta de Nansen, lleno de líneas punteadas en las zonas en que el archipiélago no había sido aún explorado. 

Como todo nuestro conocimiento lo extraíamos de las experiencias de Nansen, tratábamos de su libro como un valioso tesoro. Lo he releído tantas veces que podría citar de memoria pasajes enteros.
Valerián Albánov, En el país de la muerte blanca, 1917, pág. 39-40)

A Albánov, que en principio quería partir solo, se le unieron otros trece miembros de la tripulación, comenzando su viaje al suroeste en esquís, trineos y kayaks que construyeron con materiales de no mucha calidad encontrados en el Santa Ana. El avance fue dificultoso debido a las grietas en el hielo, las numerosas polinias y la abundancia de cordilleras que los hizo progresar lentamente. 
La expedición no iba muy bien preparada y uno de los males que sufrieron fue no contar con protección para los ojos, por lo que:

(...) todos padecíamos en grados variables ceguera de nieve, que nos afectaba mucho la visión... y una vez que resultaba afectada la visión, todo parecía estar cubierto de un velo de niebla. (...) El tiempo era espléndido, cálido y sin viento, sin una sola nube en el cielo. El sol era deslumbrante. Yo había cerrado los ojos y me había embutido la gorra casi hasta las orejas, pero aquella luz intensa atravesaba hasta los párpados cerrados. De vez en cuando abría los ojos para comprobar la dirección que seguíamos.
Albanov, op. cit. pág. 63-64.

Después de una larga y penosa experiencia, sólo Albánov y otro tripulante, Alexander Konrad, llegaron hasta el cabo Flora en la Tierra de Francisco José, donde sabían que Nansen había dejado provisiones en un refugio construido en su expedición. Albánov y Konrad fueron rescatados a tiempo mientras se estaban preparando para el invierno por el barco ruso Saint Foka, de regreso de una expedición rusa al Polo Norte, en la que unos meses antes había muerto su capitán, Gueorgui Sedov. El barco estaba prácticamente desmantelado porque se había quedado sin carbón para navegar entre los icebergs. Así, antes de llegar a tierra, Albánov y su compañero pensaron sufrir de nuevo un problema ya vivido:

Nos rodeaba el hielo por todas partes. Se había acumulado tanto que habíamos llegado a pensar que nunca tendríamos vía libre. Estábamos considerando ya la posibilidad de abandonar el barco y dirigirnos a Nueva Zembla en el bote salvavidas grande. Habíamos preparado previamente víveres para dos días. Sería imposible pasar el invierno a bordo de un navío que no era más que un casco y un motor, por no hablar ya de la falta de provisiones. Así que no veíamos ninguna alternativa más.
Albánov, op. cit. pág. 197.

La casi imposible tarea de buscar a Brusílov (así como también a otra expedición desaparecida de manera similar, la del geólogo Vladímir Rusanov), fue confiada a Otto Sverdrup, que emprendió viaje con el buque Eklips en 1914-15. Sus esfuerzos, sin embargo, no tuvieron éxito y el destino de la expedición Brusílov aún se desconoce.
A su regreso, Albánov fue convencido para escribir sus memorias de su trágica aventura, que fueron publicadas por vez primera en San Petersburgo en 1917 con el título En el país de la muerte blanca, haciendo un juego de palabras con el nombre de Hvidtenland (Tierra Blanca) que le había dado Nansen. Albánov regresó al mar, pero murió tan sólo unos años más tarde. Las noticias aobre su muerte varían, en algunos casos se habla de muerte por fiebres tifoideas, y en otros su muerte ocurrió en la explosión de un vagón de ferrocarril que transportaba municiones en Áchinsk, Siberia.

## Estudios posteriores
Los datos sobre la deriva de la Santa Anna en la banquisa del mar de Kara suministrados por Albánov fueron cuidadosamente estudiados en 1924 por el oceanógrafo soviético Vladímir Wiese. Detectó una rara desviación de la ruta del buque a la deriva causada por determinadas variaciones de los patrones del mar y de las corrientes de hielo. El profesor Wiese consideró que la desviación fue causada por la presencia de una isla en ese momento aún por descubrir, cuya coordenadas pudo calcular con precisión gracias a los datos de Albánov. Esa isla fue descubierta y posteriormente fue nombrado en honor de su descubridor teórico isla Wiese. 
En 1975, el experto historiador del Ártico William Barr escribió: «El nombre de Ivanóvich Valerián Albánov debe ser clasificado entre los de los inmortales de la exploración polar».
Un glaciar en la isla Revolución de Octubre, en el archipiélago de Tierra del Norte lleva en su reconocimiento su nombre.